# Abu Hammam
Abu Hammam (arab. أبو حمام) – miasto w Syrii, w muhafazie Dajr az-Zaur. W 2004 roku liczyło 21 947 mieszkańców.